# 马文蔚
马文蔚（1904年11月22日—1988年3月29日），中国山西省阳曲县黄寨村人，中国政治及金融界人物。第二套至第五套人民币上的“中国人民银行”即出自马文蔚之手，马文蔚的手书也被中国人民银行用作标准字体。

## 生平

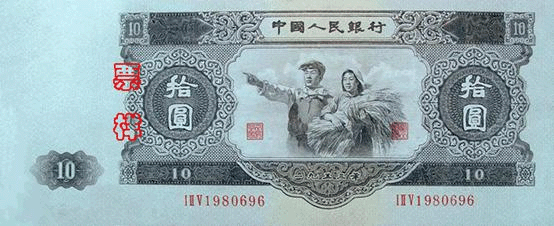
第二套人民币拾圆券票样。其中的“中国人民银行”及“拾圆”为马文蔚手书。

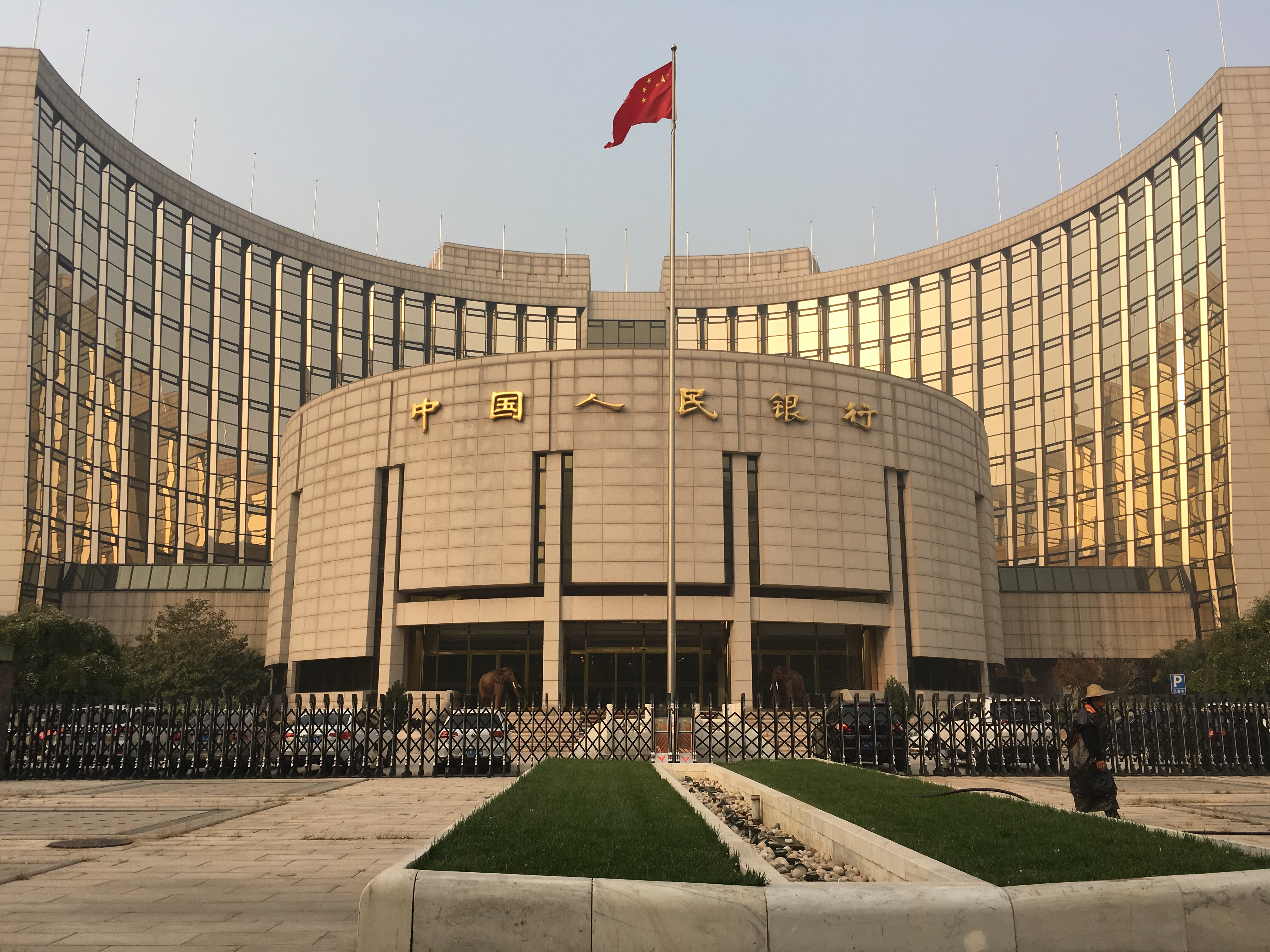
中国人民银行总部。建筑物上的“中国人民银行”字样为现行标准字体，其中“国”和“银”为北京印钞厂专家摹写。

马文蔚1904年11月22日出生于山西省阳曲县黄寨村，出身农民家庭。在本村读完小学后，马文蔚被其父安排进入一家店铺当伙计，但他暗中考取了山西省立国民师范学校。1925年毕业后，留师范附小任教。由于他聪明能干，被推荐到阎锡山创办的育才馆第10班培养。但他并不满足，打算前往上海谋事，经过南京时被曾任山西国民师范校长的赵丕廉留下，之后考入国立中央大学。1930年初，马文蔚到阎锡山驻南京第三集团军办公处担任秘书，后担任国民政府内政部科员、监察院秘书。中原大战开始后，马文蔚经傅作义介绍到了上海，投入金融界，在中央造币厂审查委员会任文书副主任。
中国抗日战争爆发后，马文蔚辗转到重庆，在当时中央银行、中国银行、交通银行、农民银行联合创办的“四联银行”担任视察员。由于能力突出，马文蔚被孔祥熙提拔到中央信托局担任甄核主任。但马文蔚并非孔祥熙嫡系出身，因此遭到孔祥熙左右的忌恨，最终孔祥熙听信流言，将马文蔚免职；不久后孔祥熙得知了事件原委，欲令马文蔚官复原职，马文蔚坚辞不受。
1949年6月，经薄一波介绍，马文蔚到中国人民银行担任金融研究员。1950年，由于准备发行新版人民币，时任中国人民银行行长南汉宸找到马文蔚，以“切磋书法”为名请求马文蔚题写“中国人民银行”字样以及大写数字和货币单位。马文蔚起初并不清楚南汉宸的用意；随着第二套人民币于1953年开始发行，马文蔚才明白南汉宸当时的想法。1951年，马文蔚调入广西省有色金属管理局担任计划副主任，1955年又调入中国人民银行陕西省分行担任计划处科员。1957年，马文蔚被错划成“右派”，携家眷回到老家自谋生路，靠务农及行医为生。
1978年，马文蔚获得平反，按退休干部待遇安置。由于题字一事在当时为机密，当事人之一的南汉宸生前从未提及，马文蔚也一直未公开此事，导致当时有人声称人民币上的题字者为冀朝鼎，马文蔚因此投书中国人民银行。经中国人民银行专家鉴定，马文蔚的笔迹与中国人民银行密档中手书原件的笔迹确系出自同一人，由此确定马文蔚就是题字人。1984年，中国人民银行发公函确认马文蔚的题字人身份，奖励其人民币2000元，马文蔚也搬出老家黄寨村，定居阳曲县城，其女儿也调入银行工作；同年，马文蔚当选为阳曲县政协委员，1987年又被聘为山西省文史馆馆员。1988年3月29日，马文蔚逝世，享年85岁。

## 书法
马文蔚擅长正、草、魏、隶等多种书体，其书写的“中国人民银行”及大写数字、货币单位字体兼具隶书和魏碑之长，被评价为“汉风隶骨，自韵天成”。

## 纪念
2018年12月1日，马文蔚纪念馆在其家乡山西省阳曲县正式开馆。馆内陈列了马文蔚的生平事迹、文房四宝等生前用品，展示了第二、三、四、五套人民币部分面额的图片资料，同时展出马文蔚手书旅行笔记《青峨心影》等书法作品（复制品）等。

## 其它
第四套人民币开始，“中国人民银行”字样及票面面值均改为简体字。由于第四套人民币纸币发行前马文蔚年事已高，又患有哮喘病，握笔已不稳，故第四套、第五套人民币以及现行中国人民银行的标准字体中的简化字和规范字均由北京印钞厂的专家摹仿马文蔚的笔迹书写而成。